# Hôpital Saint-Honoré
L'Hôpital Saint-Honoré est situé à Saint-Martin-de-Ré en Charente-Maritime.

## Histoire
L'immeuble est inscrit au titre des monuments historiques par arrêté du 14 avril 1997 et classé par arrêté du 18 novembre 1999.